# 34. Feldartillerie-Brigade (Deutsches Kaiserreich)
Die 34. Feldartillerie-Brigade war ein Großverband der Preußischen Armee.

## Geschichte
Die 34. Feldartillerie-Brigade wurde zum 1. Oktober 1899 in St. Avold in Lothringen aufgestellt und am 16. Februar 1917  zum Artilleriekommandeur 34 umfunktioniert, dem damit die taktische Führung der gesamten Feld- und schweren Artillerie oblag. 
Sie war  Teil der 34. Division in Metz, die dem XVI. Armee-Korps zugeordnet war. 

### Gliederung
- 1899 bis 1912

2. Lothringisches Feldartillerie-Regiment Nr.34 und 3. Lothringisches Feldartillerie-Regiment Nr. 69
- 1912 bis 1914

3. Lothringisches Feldartillerie-Regiment Nr.69 und 4. Lothringisches Feldartillerie-Regiment Nr.70
- Kriegsgliederung bei Mobilmachung 1914

Wie vor 
- Kriegsgliederung am 19. Juni 1918

4. Lothringisches Feldartillerie-Regiment Nr.70 und III./Fußartillerie-Regiment von Dieskau (Niederschlesisches) Nr.6

### Erster Weltkrieg
Die Brigade kam im Verband der 34. Division ausschließlich an der Westfront zum Einsatz. In den Argonnen hatte sie schwere Kämpfe zu bestehen.
Zu den Kampfhandlungen, Gefechten und Schlachten siehe Kampfgeschehen der 34. Division.

### Brigadekommandeure
| Name               | Datum                                                  |
| ------------------ | ------------------------------------------------------ |
| Karl Tillessen     | 1. Oktober 1899 bis 23. April 1904                     |
| Adolf Pfeiffer     | 24. April 1904 bis 13. Juni 1904                       |
| Hermann von Pelzer | 14. Juni 1904 bis 12. Dezember 1904                    |
| Georg Valette      | 13. Dezember 1904 bis 21. März 1910                    |
| Emil Waldorf       | 22. März 1910 bis 30. September 1912                   |
| Max von Müller     | 1. Oktober 1912 bis 23. Dezember 1914                  |
| Robert von Crüger  | 24. Dezember 1914 bis 24. April 1916                   |
| Edwin Zunker       | 25. April 1916 bis 21. Februar 1918                    |
| Otto von Deimling  | 22. Februar 1918 bis 26. Januar 1919 (Demobilisierung) |